# 格蒂·科里

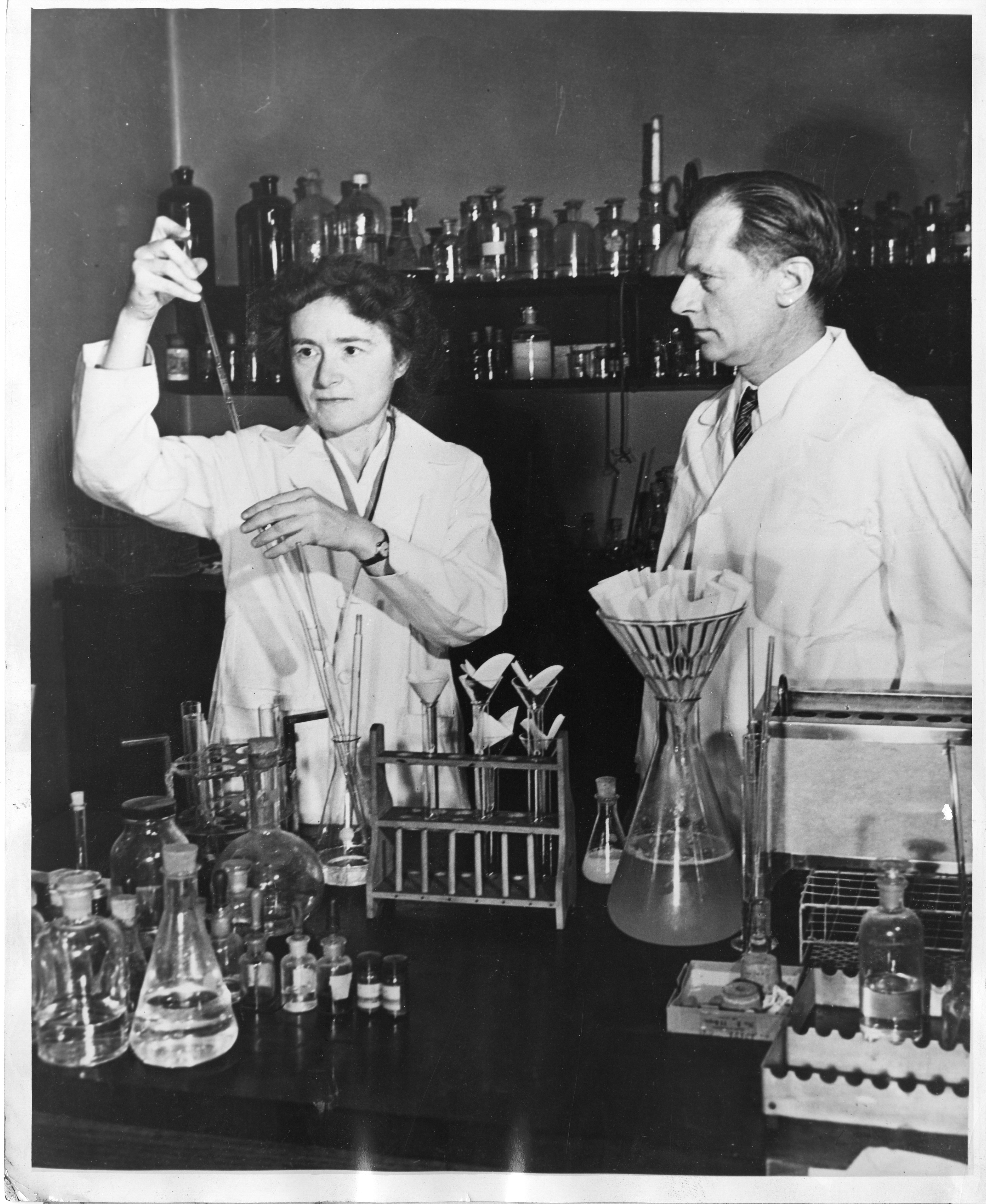
格蒂科里与她的丈夫和诺贝尔奖得主,卡尔·斐迪南·科里, 1947年.

格蒂·特蕾莎·科里（Gerty Theresa Cori，婚前姓为拉德尼茨，1896年8月15日—1957年10月26日），美国生物化学家，1947年她与丈夫卡尔·斐迪南·科里以及阿根廷医生贝尔纳多·奥赛一起因发现糖代谢中的酶促反应而被授予诺贝尔生理学或医学奖。科里出生于布拉格（当时属奥匈帝国，今天属捷克）。2004年科里夫妇被授予国家化学史里程碑来纪念他们的重大发现。

## 生平
格蒂·科里出生于一个犹太家庭。在进入女子学校之前她受家庭教育。她的叔叔是一名小儿科教授，鼓励她学医。1914年她进入布拉格查理大学。当时大学里只有很少女学生。在大学中她认识了卡尔·科里。他们毕业后于1920年结婚。1922年他们一起移民美国在纽约州布法罗国家恶病研究所（今罗斯威尔公园癌症研究所）继续他们的医学研究。1928年他们加入美国国籍。
在罗斯威尔别人告诉他们不应该一起工作，但是他们继续一起工作，他们主要的研究对象是人体是怎样产生能量和怎样传递能量的。他们的专业是生物化学，他们开始研究葡萄糖的新陈代谢。在罗斯威尔期间他们一起发表了50篇论文，他们总是一篇论文的主要工作者的名字放在最前面。格蒂·科里独自发表了11篇论文。1929年他们发表了后来使他们获得诺贝尔奖的那篇论文。科里循环解释了能量是怎样从肌肉传递到肝然后再传递到肌肉的。
在发表这篇论文后他们离开罗斯威尔。一些大学向卡尔提供了职位，但是不愿为格蒂也提供职位。1931年他们搬到密苏里州圣路易斯。卡尔成为圣路易斯华盛顿大学医学院药物系的主席，虽然格蒂的研究成就也很多，但是她只获得了一个助理研究员的职务。1947年卡尔成为生物化学系主席时她成为教授，她任此职至1957年逝世。

## 奖赏和荣誉
1947年格蒂·科里成为第三名获得科学诺贝尔奖的妇女，也是第一名获得科学诺贝尔奖的美国妇女。
月球上的科里环形山是以她命名的。她和她丈夫卡尔在圣路易斯明星街上分享一颗星。
2008年3月6日美国邮政管理局发行了一张纪念科里的邮票，但是邮票上葡萄糖-1-磷酸的分子式有一个错误，虽然如此邮票还是发行了。